# 威渓郷
威渓郷（いけいきょう）は中華人民共和国湖南省邵陽市城歩ミャオ族自治県の郷。当地では楠竹が豊富に生産されており、「楠竹の郷」と称されている。

## 典拠
当地には「威渓河」という川が流れているので、「威渓郷」と呼ばれている。

## 行政区画
- 安福村
- 華山村
- 正沖村
- 盤古村
- 興隆村
- 白沙村
- 連雲村
- 漆家村
- 尖坪村
- 江口村
- 転竜村
- 転興村
- 城塘村
- 長佃村
- 雪花村

## 経済

### 名物・特産品
- 銅
- マンガン
- タングステン
- アンチモン
- ケイ素

## 地理
威渓郷は城歩ミャオ族自治県東北部に位置し、北及び東は武岡市と、東南は新寧県と、西は西岩鎮と、南は茅坪鎮とそれぞれ接している。
- 河川：威渓河
- 湖：威渓水庫
- 山：黄馬界（1740メートル）